# Skrivmaskin

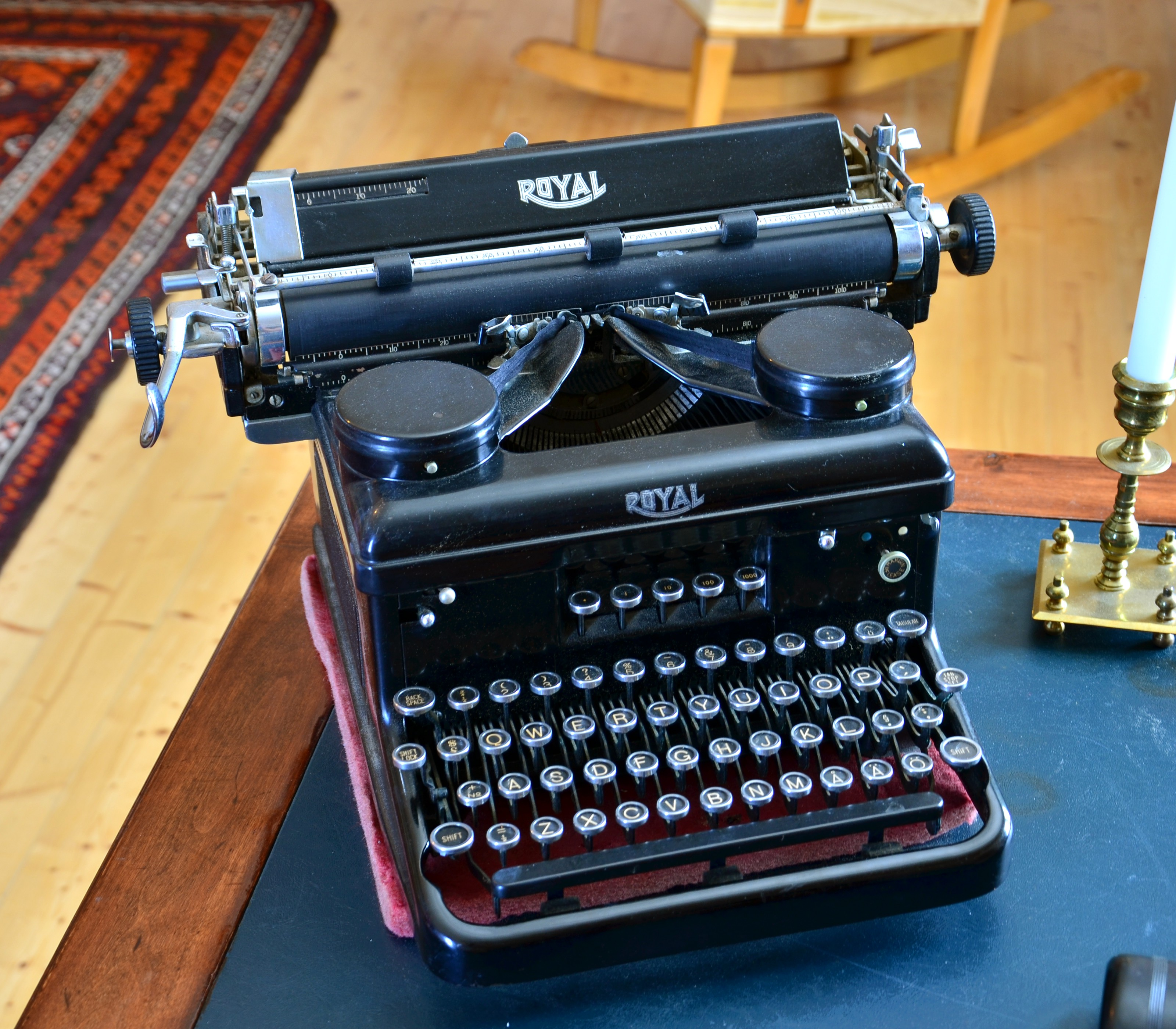
En skrivmaskin av märket Royal med svenska bokstäver.

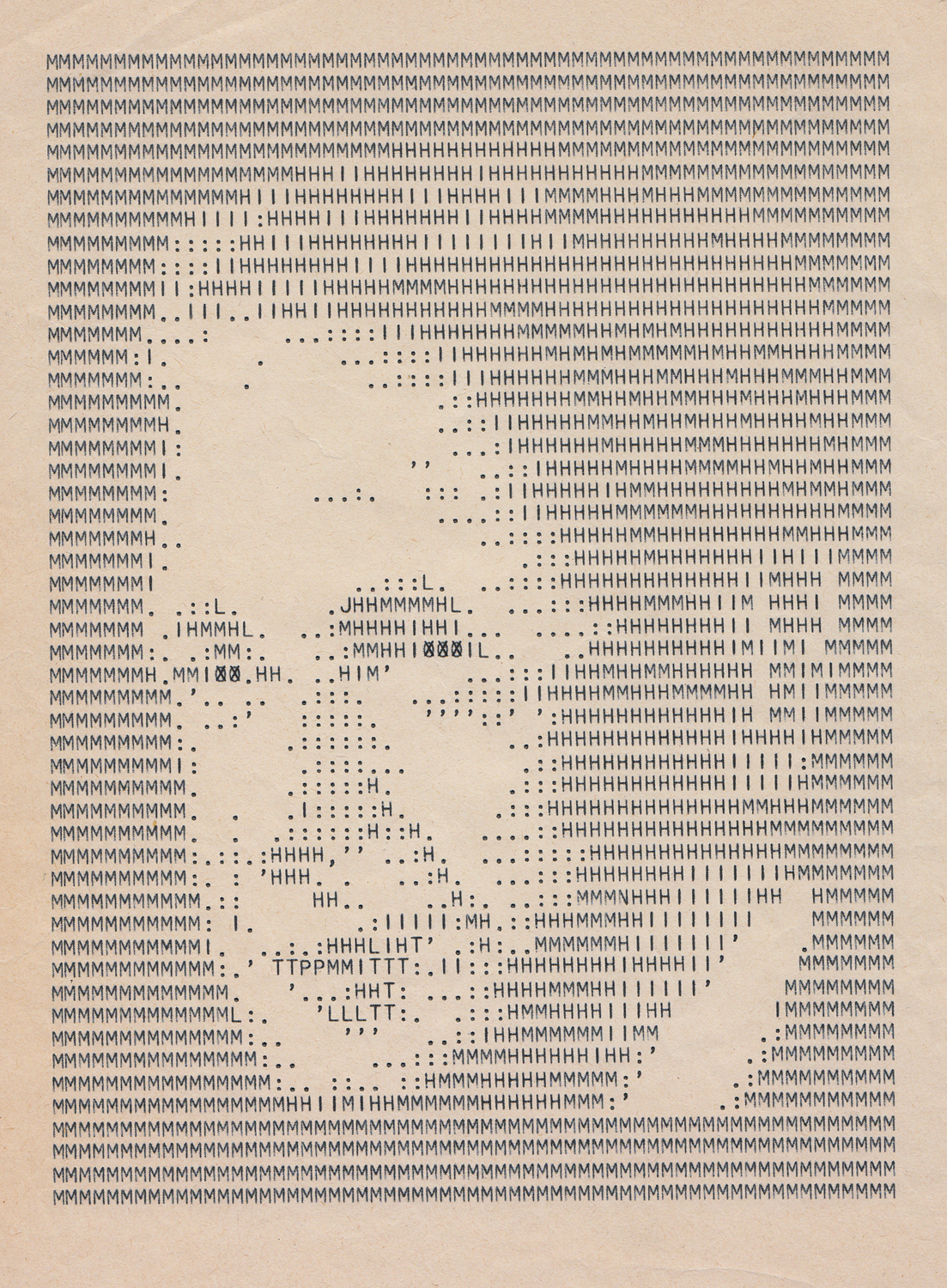
Exempel på skrift från en skrivmaskin av typen teleprinter.

En skrivmaskin är en apparat avsedd för direkt skrivning av tryckliknande skrift på papper.
Skrivmaskiner i den form som var vanlig under 1900-talet utvecklades under andra halvan av 1800-talet, främst från 1860-talet och framåt. Det finns enstaka äldre uppfinningar och patent för samma uppgift. 

## Historia

### De första maskinerna
Henry Mill var den förste som tog patent (GB No 395) på en skrivande maskin år 1714, men hans konstruktion lanserades aldrig kommersiellt. Pellegrino Turri, karbonpapprets fader, uppfann en maskin 1808. Många av de tidiga konstruktionerna togs fram för att göra det möjligt för blinda människor att skriva. I USA blev i ordet mill generisk beteckning för apparaten skrivmaskin. Eftersom mill också har betydelsen kvarn gav detta upphov till begreppet papperskvarn för en mängd papper med skrift för tidsödande byråkratisk hantering.
Tangenternas placering har ändrats genom åren. Från början var de i alfabetisk ordning, vilket medförde långsam skrift och ofta ihoptrasslade bokstavsarmar. QWERTY-layouten, uppfunnen 1867 (patent 1868, US pt-nr 79868) av Christopher Latham Sholes m.fl, delade upp de vanligaste diagraferna på vänster och höger hand. Sholes fick patent på sin skrivmaskin, som räknas som den första moderna skrivmaskinen, 1868 och sålde patenträttigheterna 1873 till Remington Arms. E Remington and Sons producerade den första maskinen av denna typ 1 mars 1873 i Ilion, New York. En annan tidig skrivmaskinstillverkare var Underwood. I början skrevs texten underifrån så man såg inte vad man skrivit förrän papperet tagits ur maskinen. Den första maskinen med "direktsynlig" skrift kom 1895.

### Skrivkulan

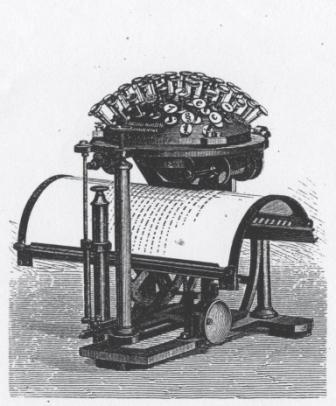
Skrivkulan, modell från 1878.

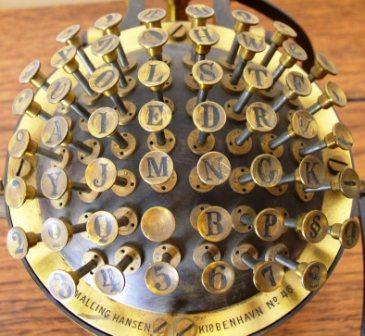
Tastaturen på skrivkulan.

Första skrivmaskinen som gjorde det möjligt att skriva fortare på maskin än för hand, uppfanns 1865 av den danska prästen och föreståndaren vid Kungliga Dövstuminstitutet i Köpenhamn, Rasmus Malling-Hansen, 1835–1890. Han gav sin skrivmaskin namnet Skrivkulan, därför att tastaturen var placerad på en halvkula, och den patenterades och sattes i produktion 1870. Skrivkulan blev på så sätt världens första kommersiellt producerade skrivmaskin, och den såldes i viss utsträckning i Europa. I Malling-Hansens dotter, Johanne Agerskovs bok, Vem är Skrivkulans uppfinnare? beskrivs hur Malling-Hansen under år 1865 experimenterade med att placera typerna på en porslinsmodell av skrivkulan, och hur han, genom att noggrant registrera skrivhastigheten vid olika alternativa placeringar, utarbetade den typplacering som gynnade den snabbaste skrivhastigheten. 
På Malling-Hansens skrivkula är tangenterna placerade så att de mest högfrekventa bokstäverna betjänas av de snabbaste fingrarna, och dessutom placerades de flesta av vokalerna till vänster och konsonanterna åt höger. Detta system, i kombination med de korta stämplarna som går direkt genom skrivhuvudet, gör att man kan uppnå en mycket hög hastighet på skrivkulan. På första modellen från 1870 fästes papperet på en cylinder, vars rörelse drevs fram av en elektromagnet (en så kallad solenoid) och ett batteri, och på så sätt var skrivkulan också världens första elektriska skrivmaskin. Malling-Hansen arbetade kontinuerligt med att förbättra sin uppfinning, och 1874 kom nästa modell som var försedd med en flat vagn istället för cylinder. Denna välkända och höga modell utan batteri patenterades första gången 1875 och med den hade skrivkulan funnit sin slutgiltiga form. Skrivkulan belönades med medalj av högsta valören på Världsutställningarna i Wien 1873 och även i Paris 1878. Skrivkulan är idag särdeles åtråvärd i samlarkretsar och uppnår priser på omkring eller över 250 000 svenska kronor.

### Dvorak
Dvorak-layouten, effektivare och framförallt bekvämare, uppfanns av professor August Dvorak (1894-1975). August Dvorak insåg snart att en optimal layout skulle baseras på sekvenser av flera bokstäver. Han arbetade i 12 år med en stor mängd statistik, psykologi, och fysiologi och kom så småningom fram till en layout som han själv kallade för The Simplified Keyboard. Denna layout kom så småningom att benämnas Dvorak Simplified Keyboard, och är idag känd som enbart Dvorak.

### Elektriska skrivmaskiner

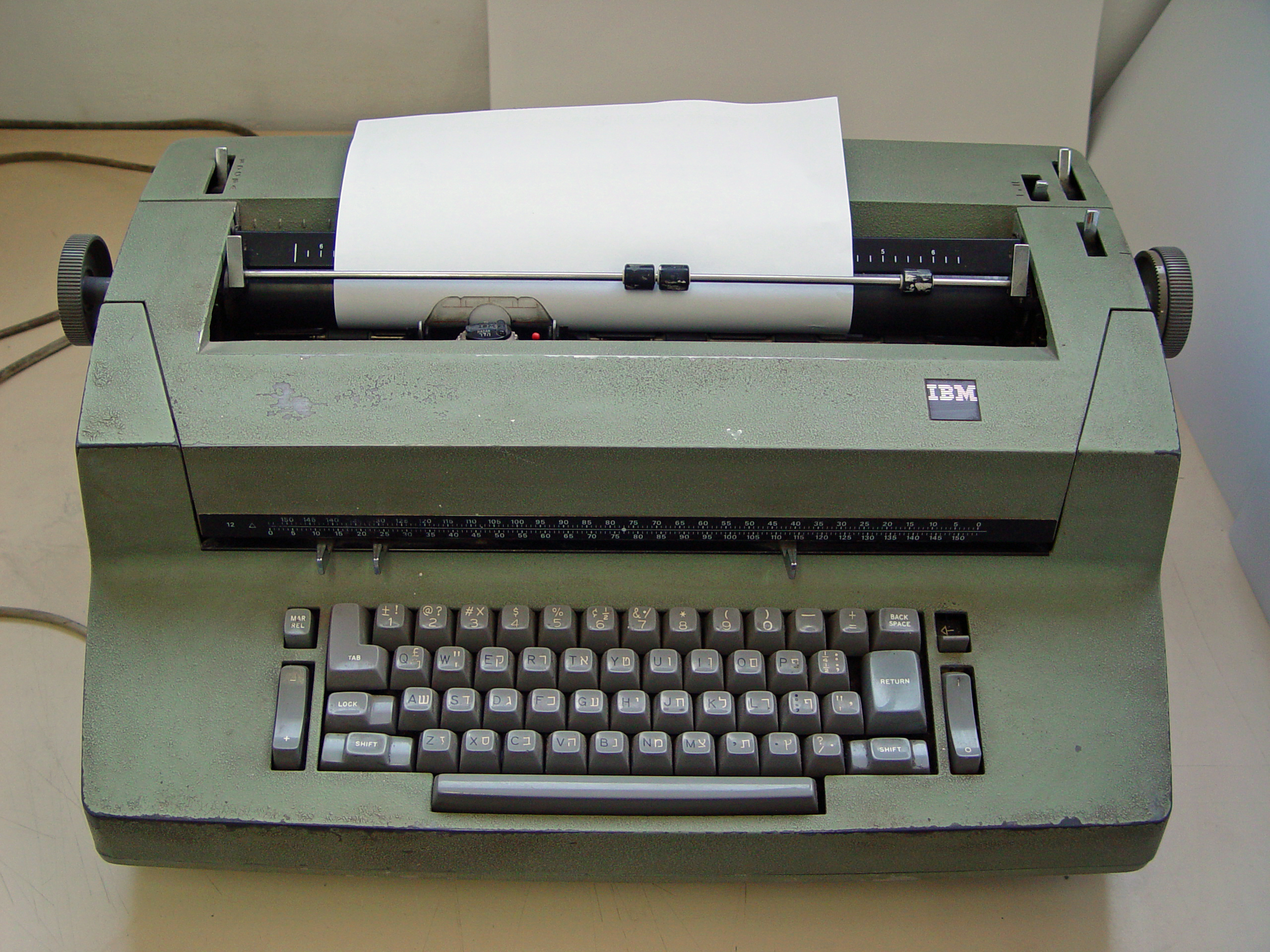
IBM Selectric II

Under 1970- och 1980-talet var det vanligt med elektriska skrivmaskiner, innan dessa konkurrerades ut av datorer med ordbehandlingsprogram och skrivare. 
De första elektriska skrivmaskinerna fungerade som de gamla mekaniska, men med skillnaden att typarmarna slogs an med hjälp av elektromagneter, till vilka strömbrytarna satt i tangenterna. På så vis blev det mindre ansträngande för fingrarna och alla anslag blev lika hårda. Snart därefter infördes förbättringar, som att förhindra att typarmarna trasslade sig genom att förse maskinen med ett litet minne som lagrade alltför snabba tangenttryckningar och skrev ut dem i den hastighet det var möjligt.
I slutet av 1970-talet kom maskiner med inbyggd radering, en suddtangent. Denna fungerade så att man backade ett steg och slog sedan det felaktiga tecknet på nytt. Då försvann det, antingen genom att det skrevs över med vit färg, eller genom att en tejpremsa slogs mot papperet, vilken rev loss papperets ytskikt med det felaktiga tecknet. 
Senare kom maskiner med kula eller skrivhjul. Dessa hade inga typarmar utan typerna satt på ytan av en kula eller längs periferin av ett hjul. Genom att byta kula/hjul kunde man för första gången enkelt variera textstorlek och typsnitt.
Mot slutet av 1900-talet försågs skrivmaskinerna med en liten display och minne, så att man kunde skriva in en eller några rader och korrekturläsa och redigera dem innan texten skrevs ut på papperet, men dessa hann aldrig bli populära innan ordbehandlarna slog igenom fullt ut.

## Nomenklatur
Typiska namn på skrivmaskinens komponenter och funktioner är marginalställare, vagnfrigörare, radväxel, pappersledare, pappersledarskala, pappersbom, typstyrare, färgbandsgaffel, korthållare, riktlinjal, pappersbord, pappersfrigörare, valsratt, valsfrigörare, radspärrställare, tabulatorställare, färgbandsinställare, backtangent, typskiftare, typskiftarlås, anslagsställare, marginalfrigörare, färgbandsomkastare och signalklocka.

## Skönskrivare
Skönskrivare var en typ av datorskrivare som var vanliga innan bläckstråle- och laserskrivarna kom. Det var elektriska skrivmaskiner försedda med ett pappersmagasin och ett gränssnittskort så att de kunde kopplas till datorer. De kallades skönskrivare för att texten såg maskinskriven ut, i motsats till nålmatrisskrivarnas prickiga och kantiga bokstäver. En nackdel med de första skönskrivarna var att de inte kunde rita grafik.
Ett sätt att förbättra utskriftkvaliteten var att förse datorn med ett radminne så att man kunde skriva ut samma rad flera gånger, med en mikroförskjutning i sid- och höjdled så att man vid omskrivningen fyllde ut de luckor som lämnats i den första omgången. Genom att elektroniskt spegelvända radminnet kunde man öka utskrifthastigheten radikalt genom att skriva ut raderna växelvis från vänster till höger och från höger till vänster.
Som bonus fick man att det med den nya tekniken blev möjligt att rita grafik med nålskrivare.

## Specialskrivmaskiner
Till hjälp för blinda finns maskiner, som inte skriver vanliga bokstäver på papperet, utan papperet (ett ganska tjockt sådant) genomstansas med nålar, som ger punktskrift enligt Braille, som kan avläsas med fingrarna.
En annan synnerligen speciell maskin skriver ut en hel stavelse för varje tangentnedtryckning. Hur stavelserna ska sammansättas blir i hög grad beroende på vilket språk som ska användas vid skrivningen. Dessa maskiner, man kan kalla dem "stenografiska skrivmaskiner" har fått viss användning i USA som ersättning för bandinspelning av talare då rättegångsprotokoll och liknande ska upprättas. Det krävs speciell utbildning för att kunna hantera en sådan maskin. Det hävdas att man med en stavelsemaskin kan hålla samma takt som en talare talar.
För exempelvis arabisk och hebreisk skrift, som görs från höger till vänster, finns maskiner som skriver "bakvänt" och då naturligtvis med de speciella skrivtecken som gäller i dessa språk.

## Användning av skrivmaskin idag
Från 1920-talet till 1980-talet skrev väldigt många författare sina verk på skrivmaskin. När sedan datorerna kom och konkurrerade ut skrivmaskinen föredrog dock många skriftställare att fortsätta skriva på skrivmaskin. Det inkluderar berömda svenska författare som Klas Östergren, Lars Norén och Jan Guillou. Göran Tunström skrev på en reseskrivmaskin fram till sin död år 2000. En av de första svenska icke-teknikerna att överge skrivmaskinen för ordbehandling på dator var journalisten Herbert Söderström, som beskrivit detta i Min väg till datorn (1983, sid. 101).